# Symplocos jauaensis
Symplocos jauaensis là một loài thực vật có hoa trong họ Dung. Loài này được Steyerm. & Maguire miêu tả khoa học đầu tiên năm 1972.